# Мустейка
Мустейка (ст. Мостейки, лит. Musteika) — село в южной части Литвы, входит в состав Варенского района. В 2011 году население Мустейки составило 61 человек.

## География
Деревня находится около 30 км в юго-восток от г. Друскининкай, 12 км в юг от с. Марцинконис, в глубине Дайнавского леса (Гродненской пущи), на реке Мустейка, 5 км от границы с Белоруссией. Это одно из самых южных поселении Литвы (самая южная точка страны по кадастру принадлежит к Мустейке). Село находится в Дзукийском национальном парке, в 5 км к востоку от Мустейки находится самый большой заповедник в стране — болота Чепкеляй.
Части: Гайдзяй, Казабуляй, Конец Аверков (Стяпонай и Аугустэляй), Мишкиняй, Барабонай.

## Культура
Мустейка — этнографическая деревня, памятник традиционной культуры боровых дзуков. В населённом пункте сохранилась традиционная деревянная архитектура. В селе расположен музей традиционного пчеловодства (с 2006), проходит ежегодная неделя ремёсел.

## История
Деревня Мустейка впервые упоминается в 1785 году, в инвентаре Варенского двора. Жители в древности занимались пчеловодством (бортничеством), охотой, заготовкой леса, сбором грибов, ягод, смолы.
В конце XVIII века осочниками из д. Бершты основана южная часть деревни — урочище Мустейки, так называемый Конец Аверков. До 1915 года между этом концом и главной деревней проходила граница между Виленской и Гродненской губерниями. В 1918 выходец из Белоруссии, будущий знаменитый литовский биолог Тадас Иванаускас основал здесь школу. Школа быстро была закрыта польской властью, но потом открыта заново и работала до 1970 года.
В 1940 года Мустейка ненадолго была присоединена к Белорусской ССР, но потом передана к Литовской ССР. На день Иван Купалы в 1944 году советские истребители из Белоруссии расстреляли 14 мужчин, ограбили некоторые усадьбы. В 1952—1956 годах работал колхоз, но из-за неплодородных почв он был ликвидирован, основано лесничество. В 1980-х годах к югу от деревни располагался военный полигон.

## Население
| 1795                           | 1858 | 1905 | 1959 | 1970 | 1979 | 1986 | 1989 |
| ------------------------------ | ---- | ---- | ---- | ---- | ---- | ---- | ---- |
| 41                             | 71   | 235  | 241  | 224  | 163  | 123  | 109  |
| 2001                           | 2011 | -    | -    | -    | -    | -    | -    |
| 95                             | 61   | -    | -    | -    | -    | -    | -    |
| Гистограмма динамики населения |      |      |      |      |      |      |      |